# یقین (فیلم ۲۰۱۱)
«یقین» (انگلیسی: Certainty (film)) یک فیلم است که در سال ۲۰۱۱ منتشر شد. از بازیگران آن می‌توان به آدلاید کلمنس، کریستن کانلی، ولری هارپر، بابی موینیهان، و جیانکارلو اسپوزیتو اشاره کرد.